# 聖拉斐爾德科羅納多區
聖拉斐爾德科羅納多區（西班牙語：San Rafael de Coronado），是哥斯達黎加的一個區，位於該國中部聖何塞省，始建於1910年11月15日，面積17.33平方公里，海拔高度1,510米，2011年人口7,039，人口密度每平方公里406.17人。